# Wald (Berna)
Wald é uma comuna da Suíça, no Cantão Berna, com cerca de 1.105 habitantes. Estende-se por uma área de 13,3 km², de densidade populacional de 83 hab/km². Confina com as seguintes comunas: Belp, Kehrsatz, Köniz, Niedermuhlern, Oberbalm, Toffen.

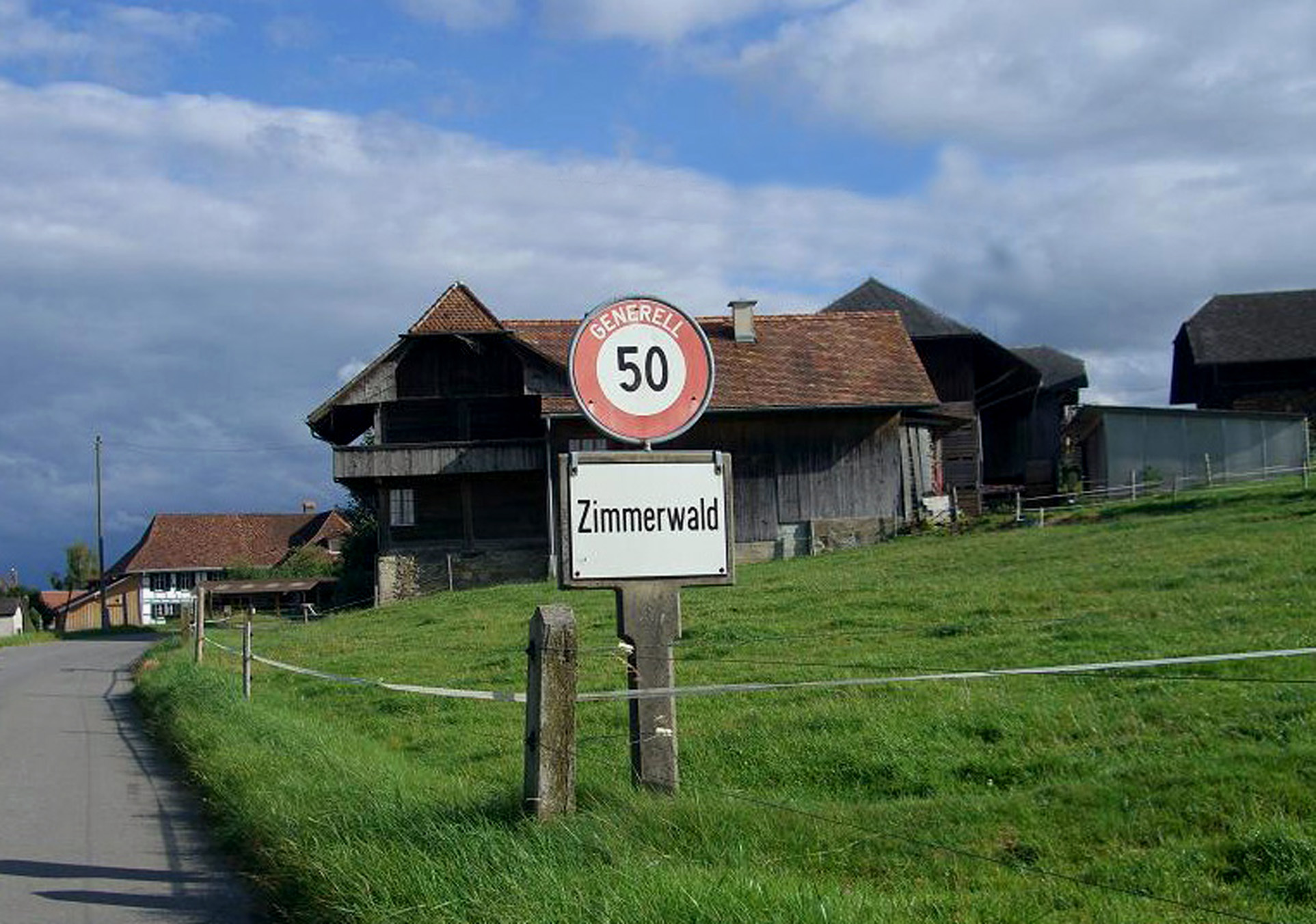
village entrance of Zimmerwald

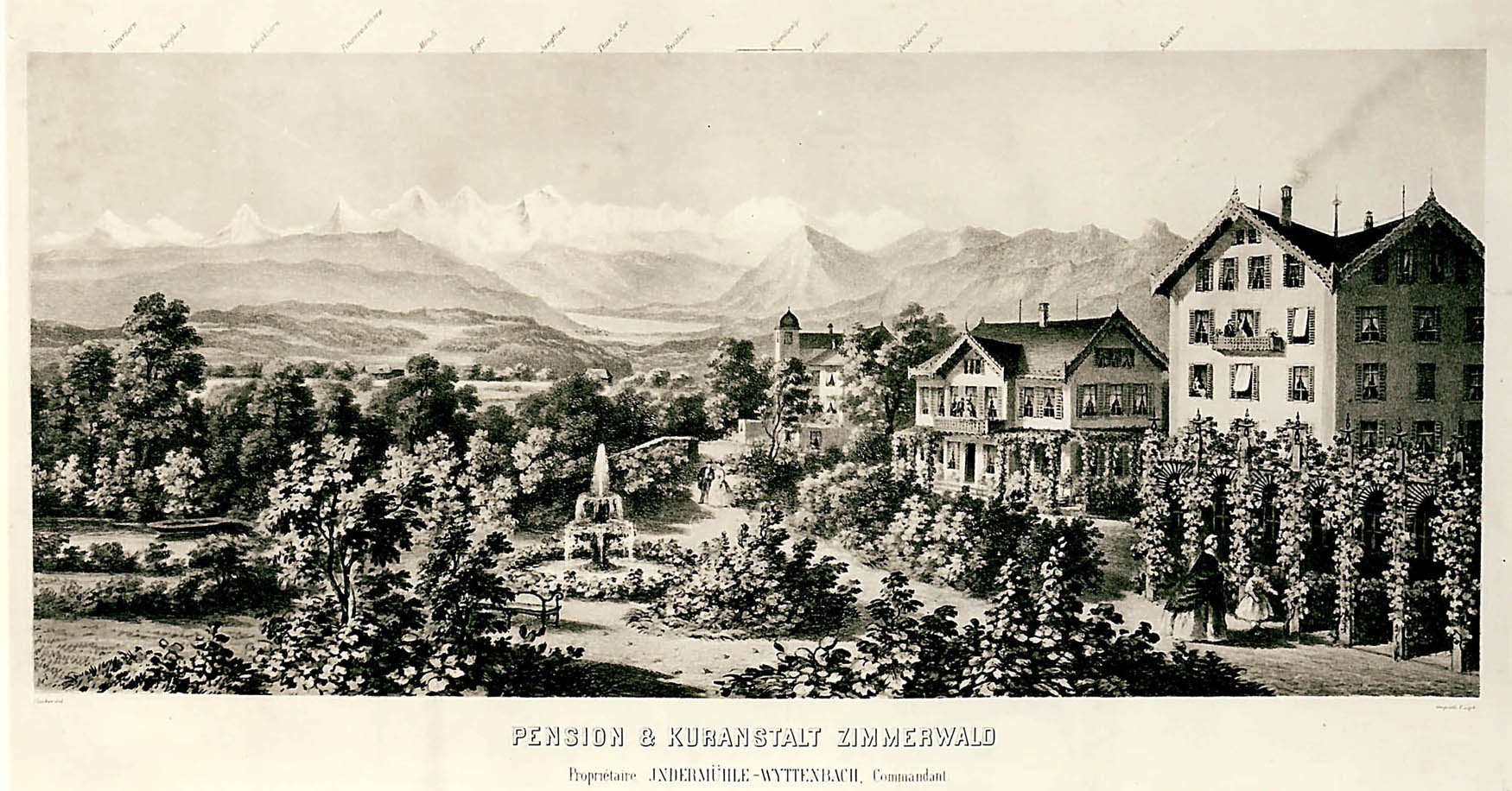
Hotel und Pension de Beau Séjour, Zimmerwald, dated 1865

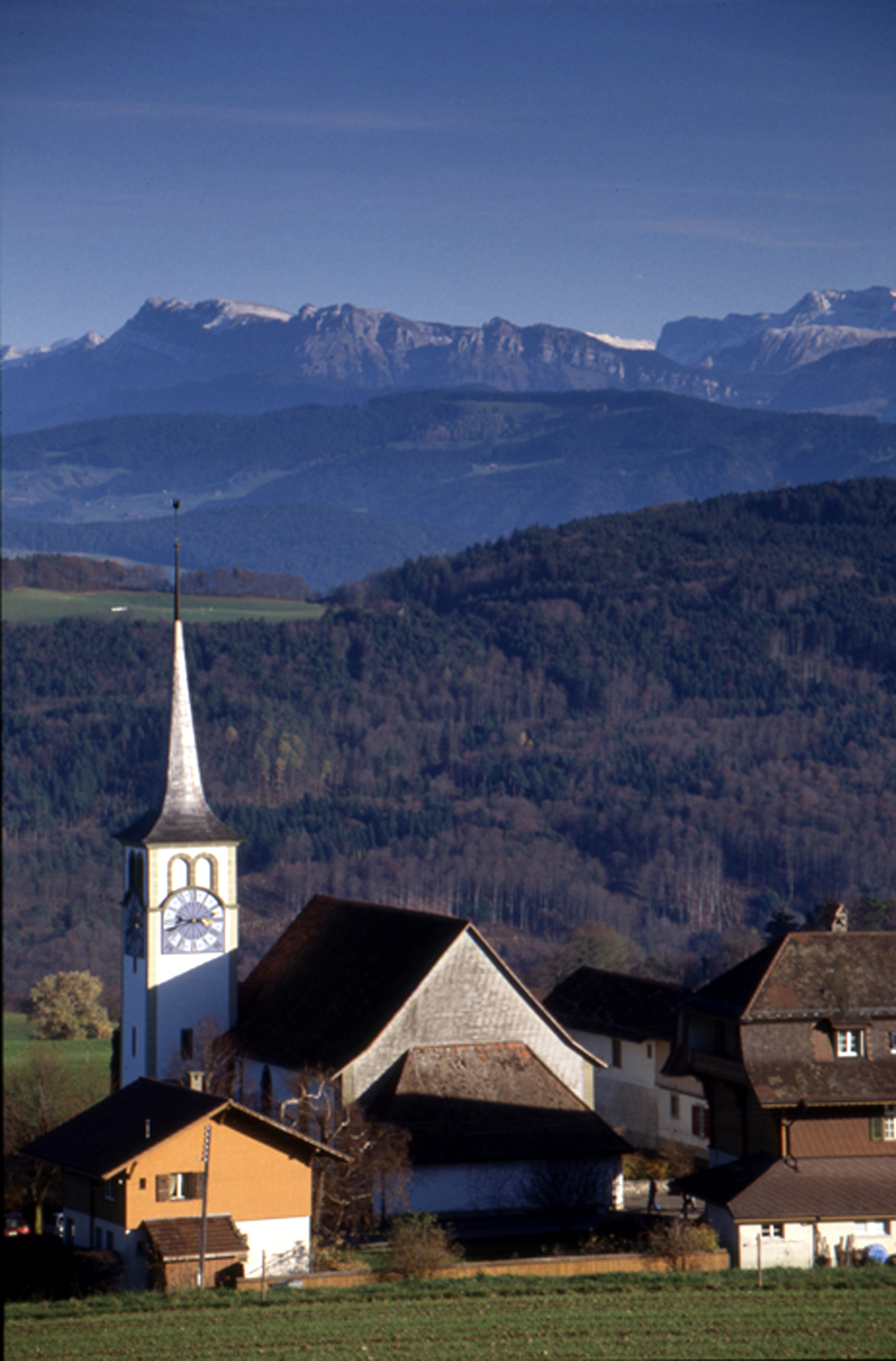
church of Zimmerwald, view towards Belpberg and Alps

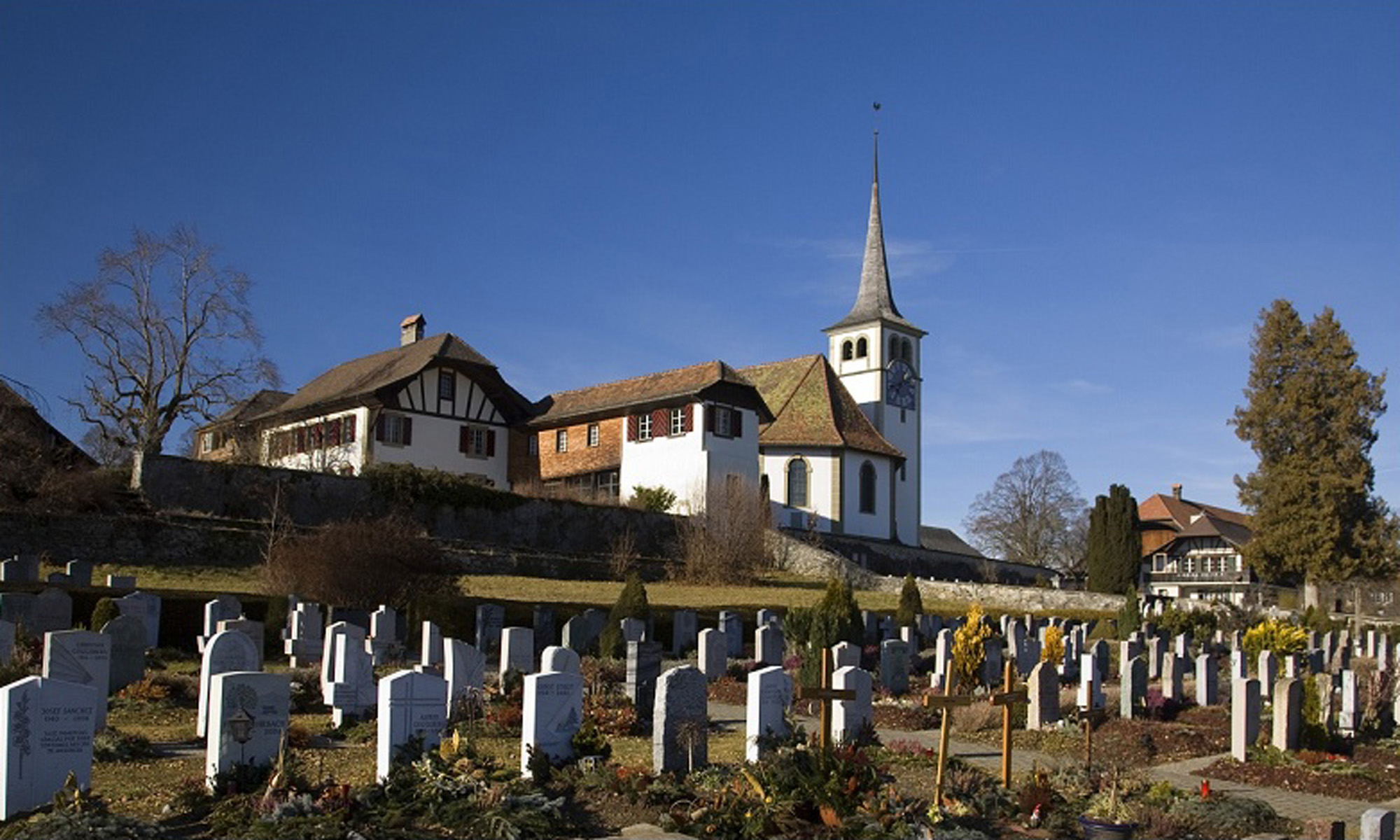
church of Zimmerwald with adjoining municipal cemetery

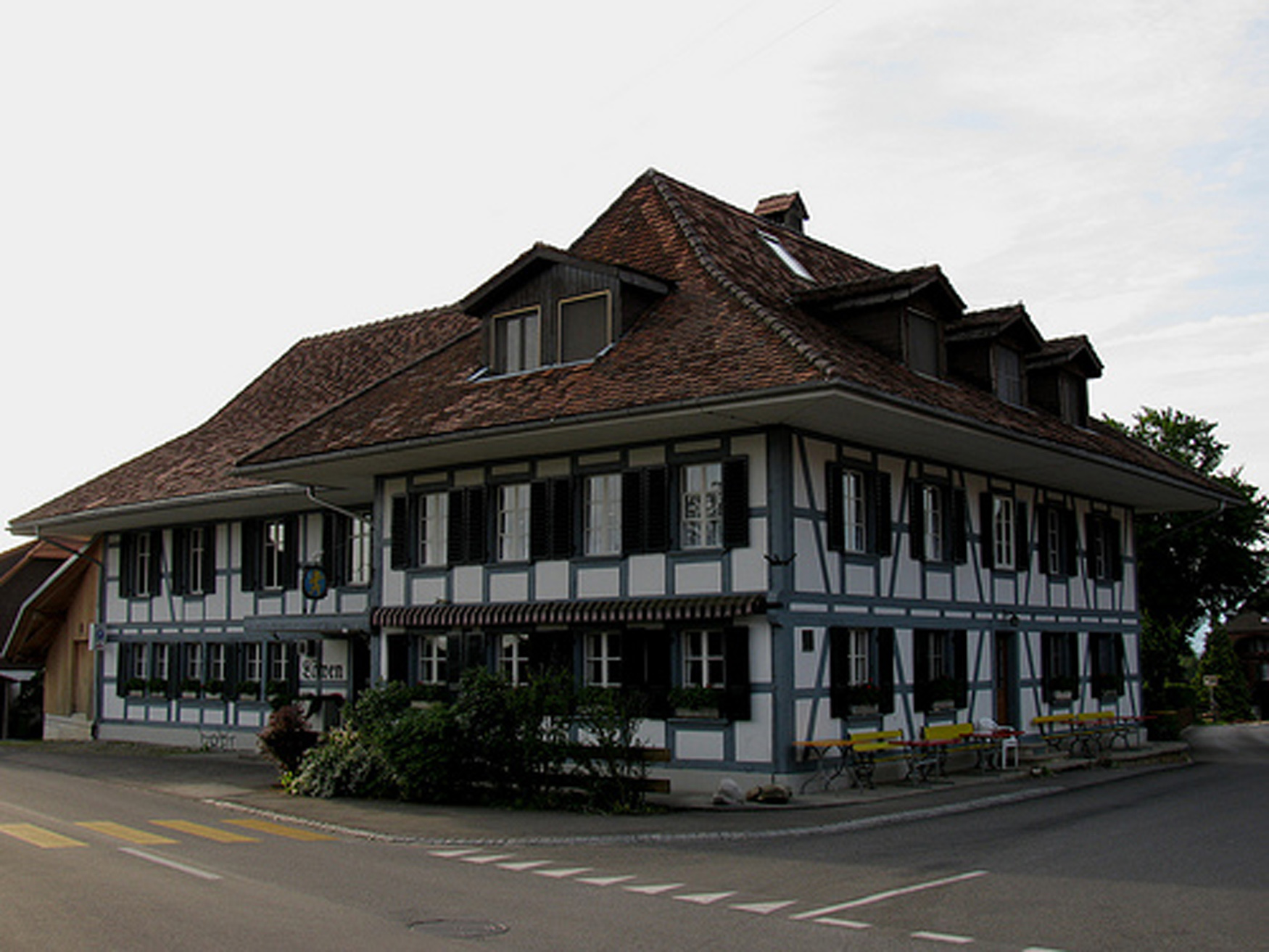
the "Leuen", the local tavern and inn of Zimmerwald, built in 1840

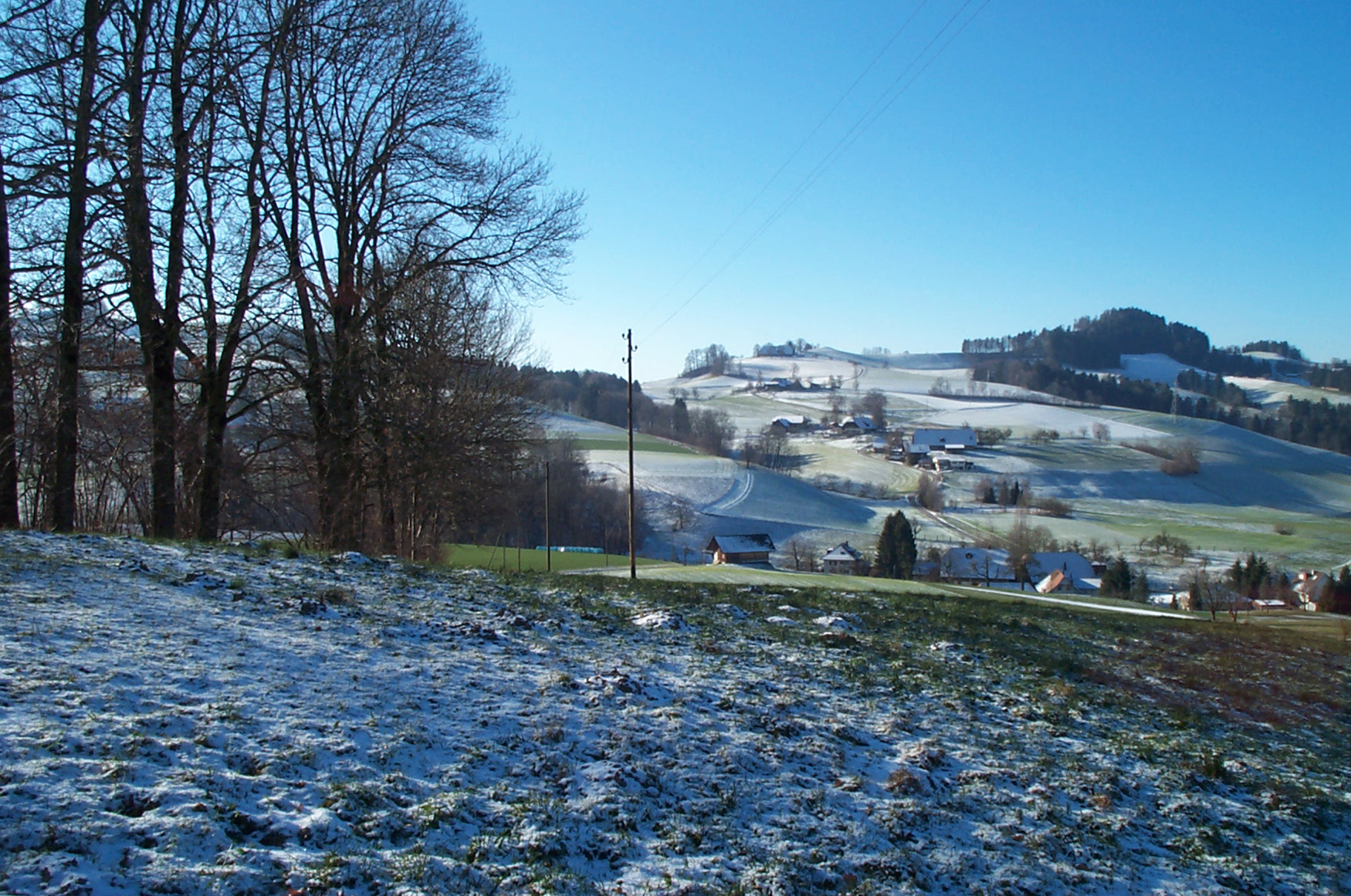
hamlet of Brönni, Obermuhlern, village of Zimmerwald

A língua oficial nesta comuna é o alemão.